# Lam Gods (bier)
Lam Gods is een Belgisch bier. Het wordt gebrouwen door Brouwerij Van Steenberge te Ertvelde in opdracht van Brouwerij Paeleman uit Wetteren.
Lam Gods is een dubbel bier met een alcoholpercentage van 6,8%. De flessen van 75cl hebben echter een alcoholpercentage van 8% en zijn dus eigenlijk een ander bier.